# Molí d'en Carletes
El Molí d'en Carletes és un antic molí de l'Aleixar (Baix Camp) inclosa a l'Inventari del Patrimoni Arquitectònic de Catalunya.

## Descripció
Edifici que es troba en estat ruïnós, on per dintre encara s'identifica el lloc destinat per les moles, pel darrere si veu un cacau quadrat d'uns 80 centímetres d'amplada.
La finca on es troba també està abandonada, de la mateixa manera que l'habitatge proper al molí. L'accés a les infraestructures està cobert per la vegetació.